# Temnothorax gordiagini
Temnothorax gordiagini (лат.) — вид мелких паразитических муравьёв трибы Crematogastrini из подсемейства Myrmicinae (Formicidae).

## Распространение
Палеарктика: Казахстан, Сибирь.

## Описание
Брюшко блестящее, остальная часть тела матовая. Шипы эпинотума прямые, тупые, направлены вверх. Мелкие тёмно-коричневого (верх головы и брюшко чёрные) цвета муравьи размером 2—3 мм. Жвалы с двумя зубцами на жевательном крае. На постпетиоле (втором членике стебелька) снизу имеется шип-отросок, направленный вниз и вперёд. Формула щупиков 5,3. У рабочих усики 12-члениковые, у самцов 13-члениковые.

## Генетика
Гаплоидный набор хромосом n = 10.

## Биология
Паразитируют на других видах муравьёв, без которых жить не могут. Встречаются в гнёздах рода Leptothorax.

## Таксономия
Первоначально был описан под названием Myrmoxenus gordiagini Ruzsky, 1902. Являлся типовым видом рода Myrmoxenus. В дальнейшем включён в состав рода Temnothorax.

## Охранный статус
Включён в «Красный список угрожаемых видов» (англ. IUCN Red List of Threatened Animals) международной Красной книги Всемирного союза охраны природы (The World Conservation Union, IUCN) в статусе Vulnerable D2 (таксоны в уязвимости или под угрозой исчезновения).